# WLTY
Koordinaten: 34° 0′ 18″ N, 81° 0′ 44″ W
WLTY oder WLTY-FM (Branding: „Steve FM“) ist ein US-amerikanischer Hörfunksender aus Cayce im US-Bundesstaat South Carolina. WLTY sendet im Variety-Hits-Format und ist auf der UKW-Frequenz 96,7 MHz empfangbar. Eigentümer und Betreiber ist Capstar Tx LLC (iHeartMedia).